# Máčka přímořská

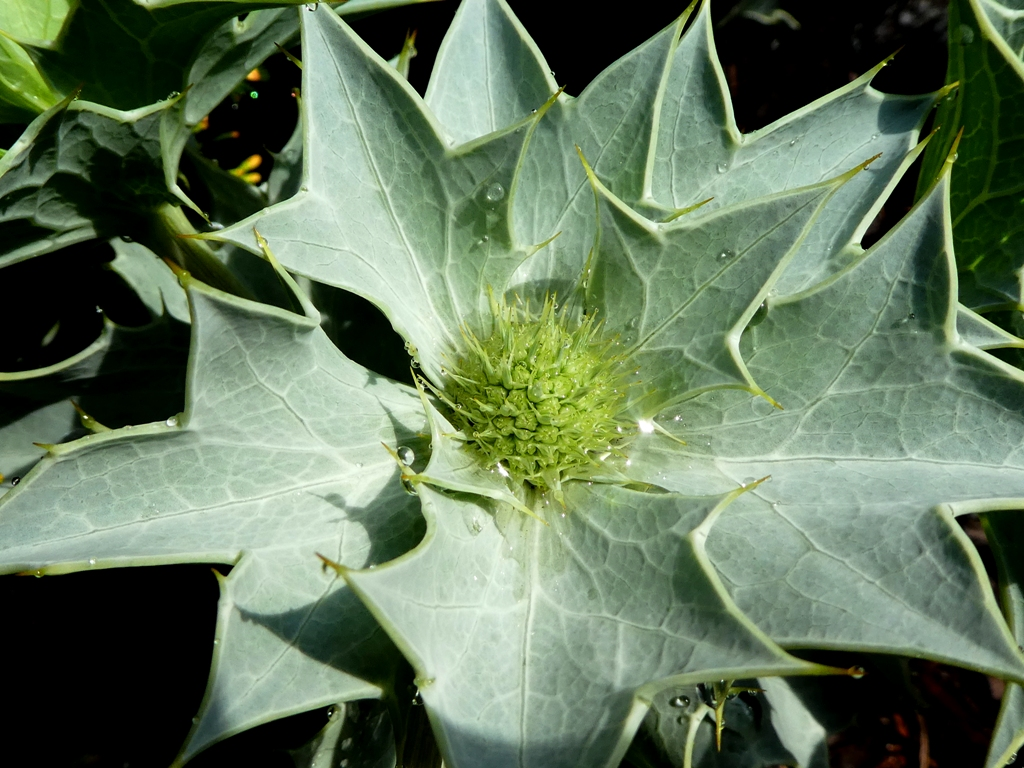
Nakvetající květenství

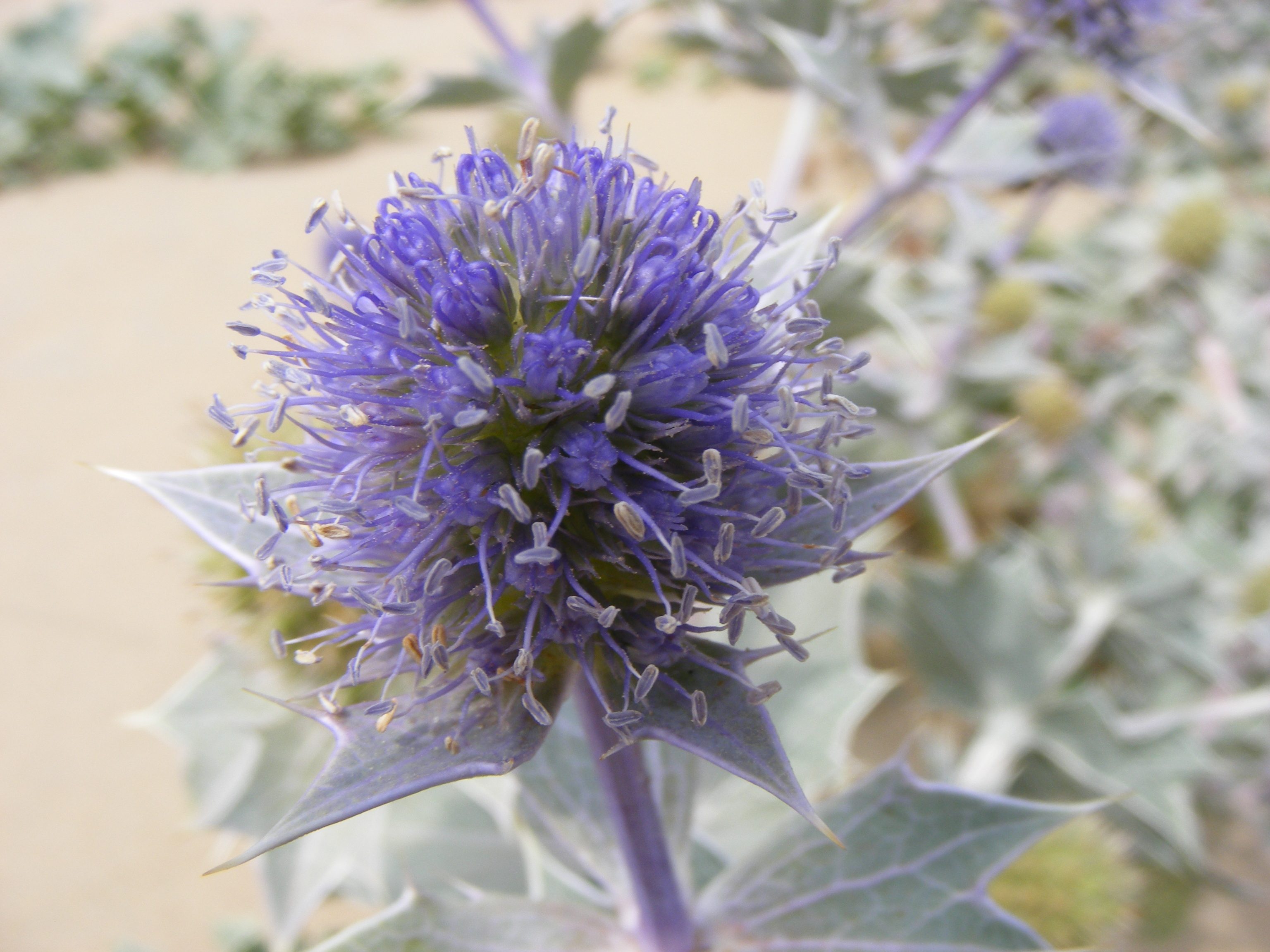
Rozkvetlé květenství

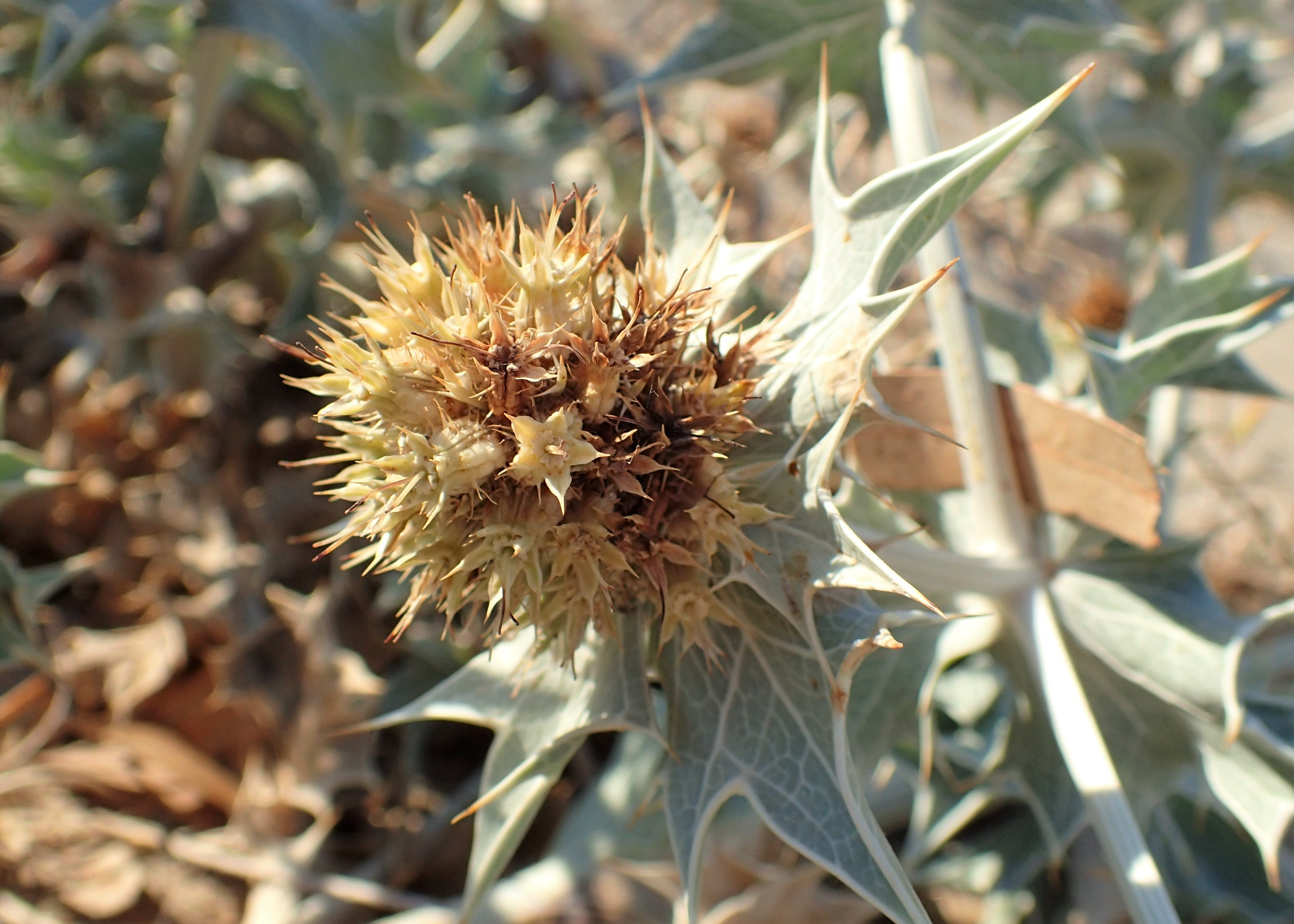
Zralé plodenství

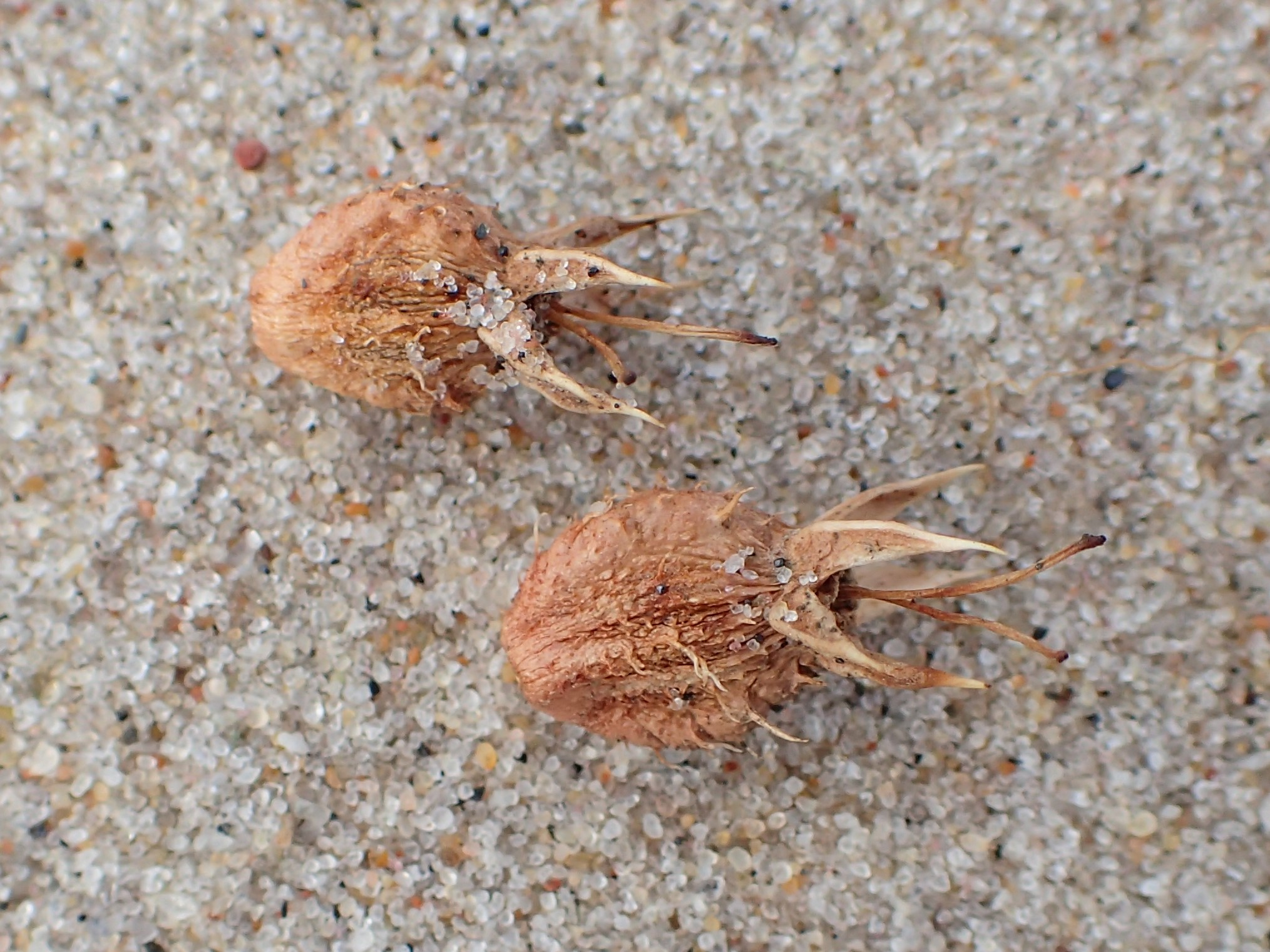
Plody - Dvounažky

Máčka přímořská (Eryngium maritimum) je vytrvalá, suchomilná bylina s tuhými, pichlavými listy keřovitého vzrůstu, která sice vzhledem připomíná bodláky či pcháče, avšak není s nimi příbuzná. Vyrůstá obvykle na nezastíněných místech na pustých písečných nebo drobně kamenitých pozemcích či v pohyblivých dunách rozkládajících se nedaleko mořském pobřeží.
Vědecké jméno rodu Eryngium pochází z řeckého slova „eryngion“, což značí „ostnitá rostlina“. Jméno druhu maritimum odkazuje na blízkost moře, vedle kterého obvykle vyrůstá.

## Rozšíření
Vyskytuje se převážně ve středně suchých až velmi suchých podmínkách v oblasti mírného pásu, většinou nedaleko moře, kde obvykle roste na písčitých přímořských dunách nebo méně často i na kamenitých plážích. Původní areál máčky přímořské je v oblastech, jež se rozkládají okolo moří obklopující Evropu. Tyto státy jsou omývané Atlantským oceánem na západě a Severním a Baltském mořem na severu, Středozemním na jihu a Černým mořem na východě. Okolo Středozemního moře se vyskytuje i na severu Afriky a jihozápadě Asie. Druhotně byla tato vytrvalá rostlina zavlečena jako nepůvodní druh, pravděpodobně evropskými osadníky, na východní pobřeží Severní Ameriky do Spojených států amerických a Kanady, obdobně jako na jihovýchod Austrálie.
V přírodě České republiky se přirozeně nevyskytuje, pokud se na některém místě objeví, jedná se o rostlinu uniklou z kultury; pouze ojediněle bývá pěstovaná v okrasných zahradách.

## Ekologie
Typickým biotopem máčky přímořské jsou písečné přesypy a pláže nebo plochy pokryté drobnými oblázky. Vyskytuje se na nezaplavovaných částech pobřeží, nikdy ne v mangrovech. Není náročná na úživnost stanoviště, roste v lehké i těžké půdě, není příliš vybíravá na její pH a starší jedinci s hluboko sahajícím kořenem snášejí i povrchové zasolení, požaduje ale vždy dobře odvodněné místo. Pro zdárný vývoj rostliny, květů a vyzrání plodů potřebuje celodenní sluneční svit. Severní hranice jejího rozšíření sahá na západě Evropy, kde je ovlivněno Golfským proudem, zhruba po 60° severní zeměpisné šířky. Kvetení začíná, když průměrná denní maximální teplota dosahuje 18 až 23 °C. Méně příznivé růstové podmínky s častými srážkami a nízkými teplotami zapříčiňují slabší fotosyntézu, čímž se snižuje vyzrání a vitalita semen.
Je obecně dlouhověká a za běžných podmínek vydrží na vhodném místě deset až patnáct let, ojediněle se může dožít třiceti i více let. Prvé květy a plody se objevují v závislosti na podmínkách stanoviště, při kolísající tloušťce vrstvy písku často až ve čtvrtém či šestém roce. Rostliny, které dosáhly zralosti a alespoň jednou již vykvetly, nemusí opětovně kvést i v následujících letech. Nepokvetou, pokud se objeví nepříznivé podmínky, například špatná dostupnost živin, neobvyklé teplotní extrémy nebo suché počasí na jaře či začátku léta. Silný a dlouhý kořen umožňuje udržet zásobu vody a bylina je schopná po delší dobu přežít období sucha. Příjem vody z horních částí půdy bývá, zejména u mladých rostlin, často omezen její slaností.
Pohyblivá duna je silnou hrozbou pro mladé semenáče, rostlina je obvykle schopná vyrovnat se jen s malou vrstvou navátého písku, nejvýše do 18 cm ročně. Stejně tak i odfoukání jeho větší vrstvy může vést k mechanickému poškození spoje lodyhy s kořenem a následnému úhynu. Bylina nesnáší mráz a proto je ve středoevropských podmínkách jednoletkou, která se každoročně musí znovu vysévat. V závislosti na umístění stanoviště může kvést v době od května až po konec srpna. Počet chromozomů 2n = 16, tetraploidní druh má základní počet chromozomů x = 4.

## Popis
Máčka přímořská je dlouhověký, vytrvalý xerofyt s řepovitým kořenem sahajícím v dospělosti do průměrné hloubky 1,5 m (ojediněle až 3 m) a s lodyhami vyrůstajícími do výše 15 až 60 cm. Ze zasypaných spodních částí lodyh roste směrem dolů hlavní kořen i plytce rozprostřené kořínky a vodorovně vyrůstají silné dužnaté oddenky. Vzpřímeně rostoucí lodyhy jsou tuhé, silně rozvětvené a hustě střídavě porostlé dužnatými listy, které jsou zespodu našedlé, ale na svrchní straně mají modravý nádech.
Bazálních listů bývá několik, vyrůstají v růžici, jejich kožovitá čepel bývá okrouhlá až podlouhle okrouhlá, velká 15 až 20 cm a mívá tři až pět dlanitých, hrubě zubatých laloků zakončených osinkou. Žilnatina listů je výrazně dlanitá a slabě síťovaná, okraje čepelí jsou tlusté a mají chrupavčitý lem s trnitými zuby. Řapíky s nafouklou bázi bývají přibližně stejně dlouhé jako čepele. Často se vyskytují mladí, ještě nekvetoucí jedinci tvoření pouze několika bazálními listy, kteří bývají vysocí do 15 cm.
Lodyžní listy vyrůstající střídavě jsou vzhledově podobné přízemním, bývají pouze méně členěné, širokou bázi jsou k lodyze přisedlé až poloobjímavé a směrem vzhůru se postupně zmenšují. Nadzemní masité části rostliny jsou díky povrchovým voskům šedavě modré, někdy nazelenalé nebo namodralé. Tato vosková vrstva, omezující výpar a chránící povrch před abrazivními účinky větrem unášených zrn písku, se v průběhu roku vyvíjí a díky tomu má rostlina zpočátku šedozelené a ke konci vegetačního období namodralé zabarvení. Průduchy jsou po obou površích xeromorfních listů, jejich horní i spodní epidermis mají zesílené buněčné stěny.
Květenství mají 3 až 5 cm dlouhou stopku na vrcholu stonku a koncích odbočných větví. Je to kulovitá až široce vejčitá hlávka (někdy bývá zvaná stažený polokulovitý  okolík) o průměru 1,5 až 3 cm s dvaceti pěti až padesáti květy. Květ bývá velký asi 0,4 cm a vyrůstá v úžlabí vejčitě kopinatého listenu, listeny okrajových květů jsou značně zvětšené. Květy jsou oboupohlavné, pětičetné, kališní lístky jsou trojúhelníkovité a na vrcholu ostře pichlavé, korunní lístky jsou žlábkovitě podlouhlé, na vrcholu vykrojené a dovnitř sehnuté, asi 3 mm dlouhé, světle modré či nafialovělé. Pět je také tyčinek s fialovými nitkami a žlutými prašníky. Semeník je spodní a nese dvě čnělky. Cizosprašné květy jsou protandrické, blizna se stává vnímavou asi dva až tři dny po dozrání pylu. Kvetení začíná spodními květy a postupuje květenstvím vzhůru, opylování zajišťuje drobný hmyz. Kruhová nektaria jsou u báze květů, které produkují jen málo pylu.
Plod je obvejčitá dvounažka asi 5 mm velká, sestává ze dvou merikarpů (nažek či semen) a je částečně obalená vytrvalými kališními lístky. Semena jsou pokrytá štětinkami s háčky, jež umožňují přichycení k srstí či peří zvířat. Občas bývá suchá lodyha s dozrálými plody odlomená a je hnána větrem po mořském břehu a přitom rozsívá semena, stává se tzv. stepním běžcem.
Koncová květenství dávají přibližně asi 35 plodů, kdežto květenství druhého řádu mívají plodů asi jen 17. Statné rozrostlé rostliny s mnoha květenstvími mohou produkovat zhruba 750 plodů, vzácně až 4500. Suché semeno váží průměrně 17,5 mg.

## Rozmnožování
Máčka přímořská se rozšiřuje pohlavně i vegetativně. Pohlavně se množí semeny, která v přírodě zapadnou do mezer mezi kamínky či hrubým pískem a s příchodem vlhkého jarního počasí vzklíčí. V přirozené populaci převyšuje počet nekvetoucích jedinců nad reprodukčními. Navíc všechna čerstvá semena nebývají životaschopná, špatně klíčí hlavně z rostlin rostoucích v chladnějších oblastech, kde se proto rostliny častěji rozšiřují vegetativně. Semena mají přirozenou nízkou klíčivost, která je způsobena jejich sklerenchymním obalem a krátkou dobou po kterou leží ve vlhku. Proto se při výsevu doporučuje  stratifikace, studená při 2 °C po dobu asi šesti týdnů nebo teplá při 24 °C trvající dva týdny. Vyklíčení také urychluje střídání denního a nočního teplotního režimu, asi 25/15 °C.
Vegetativně se byliny přirozeně šíří silnými oddenky dlouhými někdy až 2 m, vybíhajícími ze zasypaných částí stonků. Postupně se vytváří okolo mateřské rostliny kruh nových jedinců, kteří jsou s mateřskou rostlinou propojeni než se vyvinou do samostatných rostlin. Uměle se tyto byliny v zahradnictví množí odebíráním kořenových řízků v zimním období.

## Ohrožení
Máčka přímořská je slabým konkurentem vůči jiným bylinám, proto se obvykle vyskytuje pouze na otevřených písčitých plochách neobsazených jinými rostlinami. Nesnáší zastínění ani kořenovou konkurencí. V mnoha pobřežních oblastech, v mírných i středomořských částech Evropy, je jedním z nejvzácnějších a nejohroženějších rostlinných druhů, zejména kvůli ztrátě stanovišť a změnám ve využívání půdy.
Škodí ji také větší býložravci, kteří rostliny obvykle pro ostnatost a obsah četných terpenů sice nespásají, ale i pouhým procházením a hledáním potravy byliny pošlapávají. Listy, lodyhy i kořeny jsou velmi křehké a poškození má za následek odumírání rostlin. Občasná pastva drobných zvířat, například králíků, však bývá prospěšná, neboť odstraňuje potenciální rostlinné konkurenty. Velice škodlivé je náhodné či cílené poškozování bylin lidmi v regionech s turistickou expanzí, které často způsobují místní vymírání druhu.
Přestože má mačka přímořská klesající populační trend, je organizací IUCN hodnocená jako málo dotčený taxon (LC).

## Význam
Máčka přímořská je hodně známa v tradiční medicíně. Rostlina poskytuje suroviny „Eryngii herba“ a „Eryngii radix“ pro bylinné léky. Extrakty z nadzemních a kořenových částí všech druhů rodu máčka vykazují značnou aktivitu při potlačování bolestí i zánětů a používají se v lidovém léčitelství. 
Byliny se vysazují jednotlivě nebo ve skupinách do dobře drenážované půdy jako ozdobné rostliny, pro svůj dlouhý kořen jsou ale špatně přesaditelné a proto se na požadované místo většinou vysévají. Celé kvetoucí lodyhy lze z pěstovaných rostlin usušit a používat do suchých vazeb. Rostlina je také jednou z mála, která dokáže díky hluboko sahajícímu kořenu pomáhat při stabilizaci pohyblivých písčitých přesypů.